# André Joseph Emmanuel Massenet
André Joseph Emmanuel Massenet (ur. 25 grudnia 1864 w Saint-Ségal, zm. 29 grudnia 1961 w Paryżu) – francuski wojskowy, generał dywizji od 28 grudnia 1918, tytularny generał dywizji od 4 czerwca 1918, generał brygady od 31 grudnia 1916 roku, tytularny generał brygady od 25 października 1916.

## Życiorys
Syn Jacquesa Camille Masseneta (1822–1901) i Pauline Le François de Grainville de Montigny (1826–1920).
Od 2 sierpnia 1914 do 11 czerwca 1916 – dowódca artylerii 53. Dywizji Piechoty Rezerwowej, od 11 czerwca do 25 października 1916 – dowódca artylerii XXXV Korpusu Armijnego, od 25 października 1916 do 4 czerwca 1918 – dowódca 39 Dywizji Piechoty, od 4 czerwca 1918 do 22 stycznia 1919 – dowódca VII Korpusu Armijnego, od 22 stycznia do 28 marca 1919 – dowódca 7 Regionu (Besançon), od 28 marca 1919 do 8 września 1920 – dowódca III Korpusu Polskiego, od maja do października 1919 – także dowódca Frontu Mazowieckiego, od 9 lutego 1921 do 25 grudnia 1926 – dowódca XII Korpusu Armijnego.
Odznaczony Legią Honorową I klasy, a także innymi orderami, w tym belgijskim i brytyjskim.